# باغ درق
باغ درق، روستایی است از توابع بخش ایواوغلی و در شهرستان خوی استان آذربایجان غربی ایران.
مردم این روستا به زبان ترکی آذربایجانی صحبت میکنند.

## جمعیت
این روستا در دهستان ولدیان قرار داشته و براساس سرشماری مرکز آمار ایران در سال ۱۳۹۵، جمعیت این روستا برابر با ۷۳۹ نفر (۲۲۲ خانوار) بوده‌است. 